# Gladys Kessler
 (octobre 2023).
Si vous disposez d'ouvrages ou d'articles de référence ou si vous connaissez des sites web de qualité traitant du thème abordé ici, merci de compléter l'article en donnant les références utiles à sa vérifiabilité et en les liant à la section « Notes et références ».
Gladys Kessler (22 janvier 1938 - 16 mars 2023) est une juge fédérale américaine du tribunal de district du district de Columbia.

## Éducation et début de carrière
Après avoir obtenu un baccalauréat ès arts de l'Université Cornell et un baccalauréat en droit de la Harvard Law School, elle est embauchée par le National Labor Relations Board. Elle y travaille comme assistante législative du sénateur Harrison A. Williams (en) (D – NJ), puis du membre du Congrès américain Jonathan B. Bingham (D – NY).
Kessler travaille ensuite pour le Conseil scolaire de la ville de New York, puis ouvre un cabinet d'avocats d'intérêt public.

## Carrière judiciaire

### Service à la Cour supérieure du district de Columbia
En juin 1977, Kessler est nommée juge associée de la Cour supérieure du district de Columbia. De 1981 à 1985, elle préside la division de la famille. Elle est également présidente de l'Association nationale des femmes juges de 1983 à 1984 et siège au comité exécutif de la Conférence des juges fédéraux de première instance de l'American Bar Association et au Comité sur l'administration et la gestion des tribunaux de la Conférence judiciaire américaine.[réf. nécessaire]

### Service judiciaire fédéral
Le 22 mars 1994, le président Bill Clinton nomme Kessler au poste de juge de district des États-Unis auprès du tribunal de district des États-Unis pour le district de Columbia. Elle remplace le juge Michael Boudin (en). Elle est confirmée par le Sénat le 15 juin 1994 et reçoit sa commission le 16 juin 1994. Elle obtient le statut de senior le 22 janvier 2007.
Kessler meurt le 16 mars 2023, à l'âge de 85 ans, des complications d'une pneumonie, selon le témoignage de sa famille,,.